# Мориори

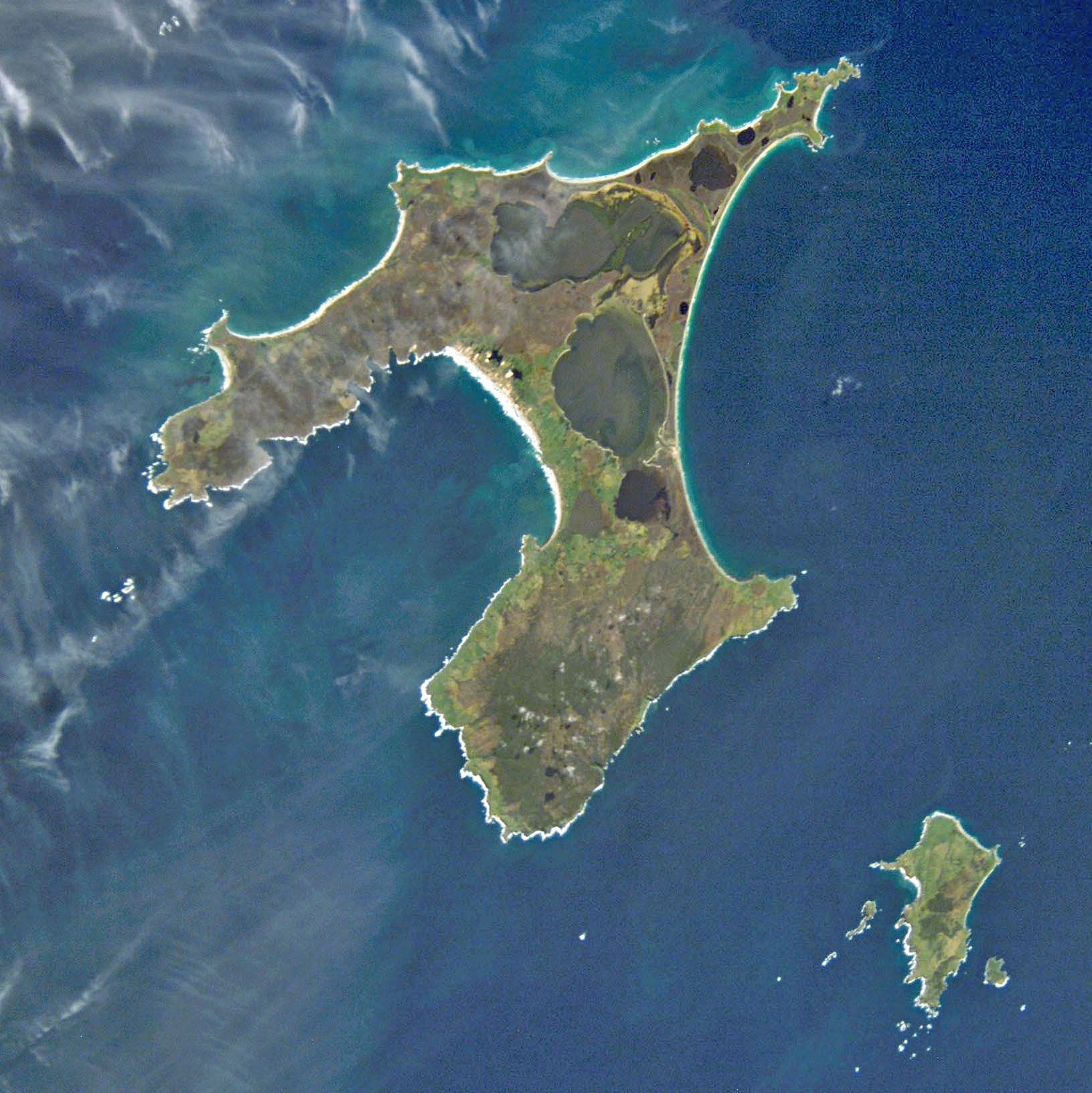
Архипелаг Чатем (спутниковая съёмка). Остров Чатем — самый большой, остров Питт — второй по величине, Саут-Ист — меньший справа от Питта

Морио́ри — коренной народ, населявший острова архипелага Чатем, Новая Зеландия.
Принято считать, что последний чистокровный мориори (Томми Соломон) умер в 1933 году, однако многие наследники из смешанных браков продолжают считать себя мориори и поддерживают культуру, язык и традиции народа. В свете исследований последних лет мориори принято считать одним из племён новозеландских маори. По данным переписи населения 2013 года, в Новой Зеландии проживает 738 мориори, в том числе 36 на островах Чатем и 702 в Новой Зеландии.

## Происхождение
Впервые европейцы столкнулись с мориори в 1791 году, когда британская экспедиция во главе с Джорджем Ванкувером открыла острова Чатем. Согласно первым описаниям, мориори имели гораздо более примитивную культуру, чем маори и другие народы Полинезии, а также отличались тёмной кожей, однако говорили на языке полинезийской семьи.
На протяжении долгого времени существовало две основные версии происхождения народа мориори. Первые европейские исследователи предполагали, что мориори являются представителями меланезийской группы народов. Другая часть исследователей считала, основываясь на национальных легендах, что мориори являются представителями полинезийской группы народов, самостоятельно мигрировавших с тихоокеанских островов на острова архипелага Чатем примерно в V веке. Сами мориори рассказывали о том, что происходят от легендарного вождя Ронгамаифенуа, который приплыл на Чатем с Восточной Полинезии, а его брат Ронгамаитэрэ отправился на землю Аотеа (полагают, что под этим словом имеется в виду Новая Зеландия, которую аборигены-маори называли Аотеароа).
В другом варианте мифа мориори сами приплыли с Аотеа и таким образом являются ветвью маори. Исследования последних десятилетий поддерживают эту точку зрения и признают предками мориори потомков одного из племён маори, переселившихся с Южного острова Новой Зеландии на острова Чатем и изолированно развивавшихся в течение нескольких столетий. Доказательством тому являются близость говора мориори к диалекту языка маори племени Нгаи Таху новозеландского Южного острова, а также сопоставление родословных мориори («хокопапа») и маори («факапапа»). Современные исследования показывают, что предки мориори переселились из Новой Зеландии на острова Чатем в конце XIV века.
Слово «мориори» происходит от праполинезийского *ma(a)qoli, которое по реконструкции имеет значение «истинный, настоящий, подлинный». Это родственно слову «маори» и, вероятно, также имело значение «обычные люди».

## Адаптация к условиям архипелага Чатем

Архипелаг Чатем

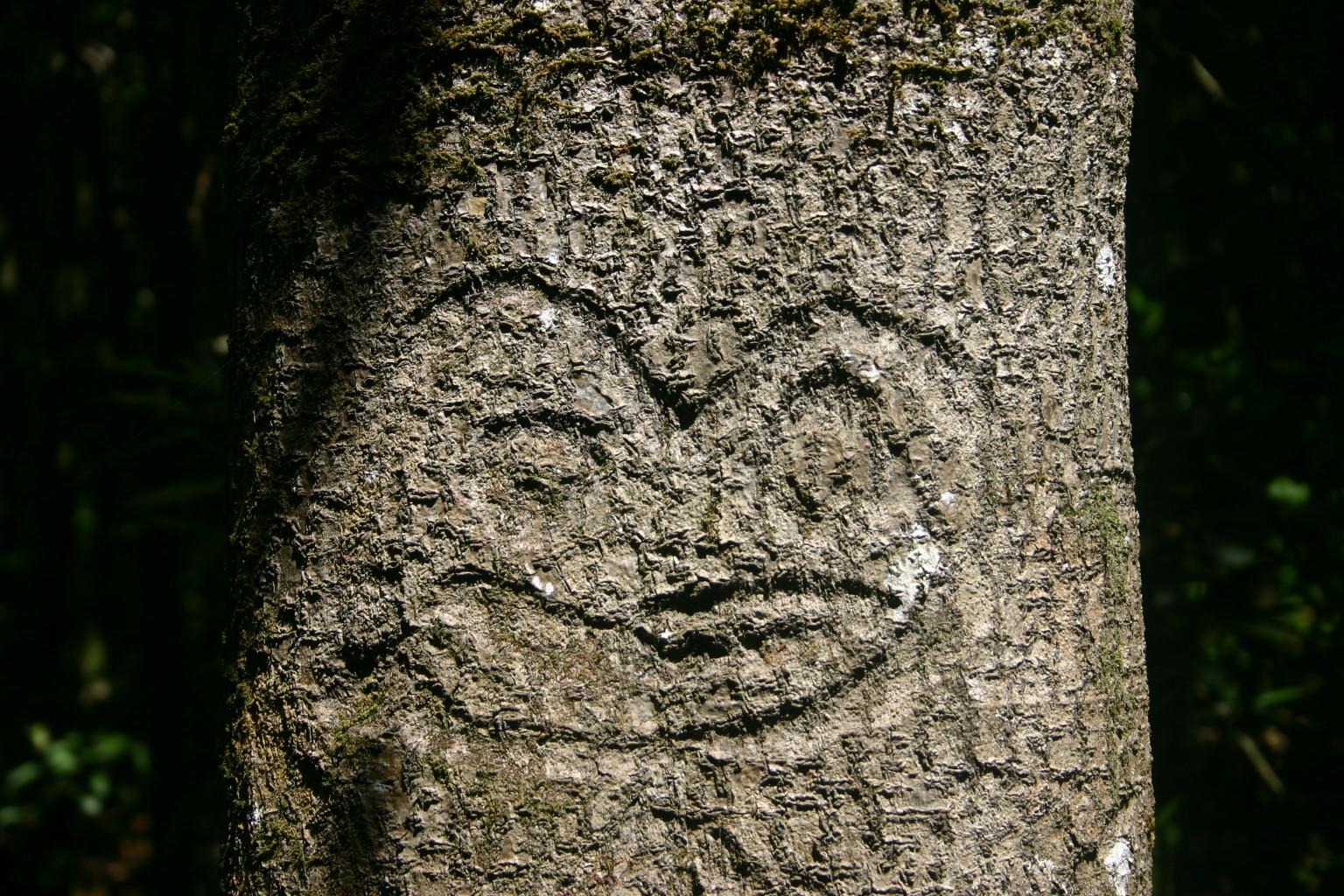
Вырезанные на деревьях дендроглифы мориори

Первые переселенцы попали в условия, резко отличающиеся от привычных им условий существования на новозеландских островах Северный и Южный, поскольку на сыром и прохладном архипелаге Чатем было невозможно выращивать большинство известных тогда полинезийцам сельскохозяйственных культур. Поэтому основным и почти единственным источником питания первопоселенцев на Чатеме и Питте стали продукты моря — рыба, мясо и жир морских зверей и птиц.
Так как на архипелаге Чатем не хватало древесины, мориори создали четыре типа ваки, отличавшихся от новозеландских прототипов и представлявшие собой скорее плоты, чем каноэ:
- Вака-пухара (маори waka pūhara), или корари (маори kōrari): имела два киля и плоское дно. Его ахтерштевень украшался резьбой.
- Вака-риму (маори waka rimu): была схожей с вака-пухара, однако бока и дно лодки были покрыты волокном высушенных водорослей.
- Вака-пахи (маори waka pahī): вака, использовавшаяся для плавания к отдалённым островам.
- Вака-ра (маори waka rā).[8]

Трудности сохранения народа и проблемы выживания его представителей в условиях малых территорий и ограниченности природных запасов стали основой для создания мориори охотничье-собирательского общества в качестве организационного принципа самоустройства.
Ограниченность населения вызвала введение мориори культурных запретов на каннибализм, являвшийся частью традиций их предков — маори. Попытка сохранить свой народ вызвала введение культурных и религиозных запретов на ведение войн. Пацифизм как идеология был сформулирован легендарным вождём мориори Нунуку-венуа. Изданный им запрет на насилие и каннибализм гласил:

...когда люди сердятся и чувствуют, что они в гневе могут ударить другого человека, они могут это сделать, но лишь палкой толщиной не более, чем в большой палец, и длиной не более руки. Бой заканчивается при первом повреждении кожи или появлении капли крови и тогда все должны считать, что их честь удовлетворена.— Устная традиция
Запрет на войну сопровождался страшным проклятием:

Отныне и навеки, с этого дня, пусть никогда не будет войн! Да сгниёт ваше чрево в тот день, когда вы осмелитесь ослушаться!— Устная традиция
Пацифистская идеология ненасилия предотвратила губительные междоусобные войны и обеспечила мирное развитие девяти племён мориори (Hamata, Wheteina, Eitara, Etiao, Harua, Makao, Matanga, Poutama и Rauru) в течение 24 поколений. Однако заветы Нунуку, трактуемые как божественный закон, морально обезоружили мориори перед лицом вторжения маори в начале XIX века и привела к почти полному исчезновению этого народа, истреблённого захватчиками.
С целью ограничения численности населения в условиях крайне ограниченной продовольственной базы мориори прибегали к кастрации некоторой части мальчиков в младенческом возрасте.

## Период европейского освоения
Первые европейцы высадились на берега острова Чатем 29 ноября 1791 года, и архипелаг был провозглашён территорией Великобритании. Вскоре на островах появились и начали вести активную деятельность европейские китобои и охотники на морского зверя. По разным оценкам, в это время в результате появления новых инфекционных болезней умерло от 10 % до 20 % мориори. На острова после 1810-х годов прибыли также первые поселенцы маори, создавшие своё поселение Wharekauri, название которого стало маорийским названием архипелага Чатем.

## Маорийское завоевание и геноцид
Самой трагической страницей истории народа мориори стало вторжение на острова маорийских племён нгати-мутунга и нгати-тама. Они происходили из области Таранаки новозеландского Северного острова, но прибыли из района Веллингтона, куда были вытеснены в ходе мушкетных войн. Потеряв свои исконные земли под натиском более сильных племён, они решили захватить острова Чатем и сделать их своим владением.
19 ноября 1835 года на остров Чатем на захваченном британском бриге «Lord Rodney» прибыл первый отряд в 500 воинов маори. В ожидании второй партии воинов, маори с Lord Rodney, чтобы запугать мориори, убили 12-летнюю девочку и повесили её тело на мачте. 5 декабря 1835 прибыл второй корабль с 400 воинами на борту. После этого отряды воинов маори, вооружённые ружьями, боевыми дубинами и томагавками, начали без спроса, приглашения или разрешения местных жителей обходить территории островов и захватывать земли мориори. Прибывшие захватчики объявили себя хозяевами всех земель, а коренных островитян своими подданными.
Чтобы обсудить создавшееся сложное положение, мориори собрали совет всех племён в поселении Те-Апаватики. Зная о склонности маори к убийствам и каннибализму, молодые мориори и некоторые старейшины настаивали на оказании сопротивления захватчикам, заявляя, что пацифистские принципы Нунуку более не соответствуют требованиям дня. Однако верховные вожди Тапата и Тореа категорически отвергли их требования, заявив, что заветы нунуку не являются законом, который может быть отменён в зависимости от той или иной ситуации, а являются непреложным моральным императивом.
Когда мориори отказались подчиниться захватчикам, не прибегая при этом к насилию, маори устроили беспощадную резню коренных жителей. Они убили бо́льшую часть мориори и захватили всё их имущество и земли. Мориори, имевшие культурный запрет в течение многих столетий на ведение войн и не имевшие военных традиций и организации, стали лёгкой добычей для нападавших, тем более что прибывшие имели численный перевес и огнестрельное оружие. Захватчики подвергли народ мориори настоящему геноциду, о чём вспоминал выживший мориори: «Маори начали убивать нас как овец… Мы были в ужасе и бежали в кустарники, скрывались в расщелинах, кто где, чтобы укрыться от убийц. Нигде не было спасения, нас находили и убивали всех подряд — мужчин, женщин и детей без разбора». Около 300 мориори были ритуально зарезаны и съедены воинами маори. Маорийский завоеватель впоследствии рассказывал: «Мы вступили во владение в соответствии с нашими обычаями и поймали всех. Ни один не сбежал. Сбежавших мы убили, некоторых других тоже, но что из того? Это было в соответствии с нашим обычаем!» Все оставшиеся в живых мориори были обращены в рабство и стали собственностью племён нгати-мутунга и нгати-тама.
Чтобы внушить островитянам ужас, маорийские поработители подвергли ритуальной казни каждого десятого мориори, оставив их связанными умирать мучительной смертью от жары на пляже в течение нескольких дней. Захватчики также запретили мориори говорить на своём родном языке. Чтобы унизить мориори и сломить их морально, захватчики принудили их осквернить собственные священные места, заставив их там мочиться и испражняться. Из-за этого многие мориори умирали от «конгенге» (отчаяния), а другие кончали жизнь самоубийством.
Исследователь Эрнст Диффенбах, посетивший в 1840-х годах острова Чатем на корабле Новозеландской компании, сообщал, что мориори находились в тяжком рабстве у маори и подвергались такому жестокому угнетению, что по сравнению с ним смерть была благословением.
Маорийские завоеватели запретили своим мориорийским рабам вступать в брак между собой, а мориорийским женщинам иметь детей от мужчин-мориори. Маорийские захватчики насиловали женщин-мориори и многие из них были вынуждены рожать детей от своих хозяев-маори. Лишь небольшое число женщин-мориори смогли создать семьи с мужьями из мориори или европейцев. Некоторые женщины-мориори были вывезены завоевателями и никогда не вернулись на родину. Принято считать, что к 1862 году из общего известного максимального количества в 2000 человек в живых оставался лишь 101 представитель народа мориори, что составляет лишь 5 % их первоначальной численности.

### Освобождение от маорийского рабства
Только в 1863 году мориори официально освобождены из рабства и стали полноправными гражданами своей страны. В 1870 году, несмотря на то, что основная часть захватчиков-маори уже покинула острова архипелага, Маорийский земельный суд признал за племенами нгати-мутунга и нгати-танга права на основные части земель острова Чатем. Это стало ещё одной из причин, на этот раз экономической, отразившейся на самой возможности существования народа мориори.
В 1843 году на Чатем прибыла группа немецких миссионеров моравской церкви, смешавшихся с остатками мориори.

## Современная община мориори
По переписи 2013 года на островах Чатем насчитывается 36 мориори, а подавляющее большинство проживают в Новой Зеландии — 354 на Северном острове и 348 на Южном.
Община мориори организована как Hokotehi Moriori Trust. Община мориори получили признание со стороны Британской короны и правительства Новой Зеландии в части своих претензий в отношении этих учреждений для периода беззакония и угнетения. Власти Новой Зеландии приняли ряд мер для компенсации совершённых в прошлом в отношений мориори несправедливостей. В частности, мориори признаны в качестве первоначального населения островов Чатем (Rekohu, в переводе с языка мориори — Затуманенное Солнце). Одновременно при этом правительство также признало маорийское племя Ngāti Mutunga имеющим статус коренного населения архипелага Чатем по праву более чем 160-летнего проживания на этой территории.
Население островов Чатем по переписи 2013 года составляет 600 человек, в том числе 264 лиц европейского происхождения и 336 потомков коренного населения, включая членов обеих этнических групп — маори и мориори. В январе 2005 года община мориори отпраздновала открытие нового Koпинга Марае (Молитвенный дом).
Современные потомки маори, завоевателей 1835 года, по их требованию, получили свою долю в родовых квотах на право рыболовства в водах архипелага Чатем. Сейчас, после признания в качестве первоначального населения, мориори, будучи признаны более ранней, чем маори, этнической группой, несмотря на возражения некоторых Ngati Mutunga, также получили свою квоту на право рыболовства.

## Мориори в литературе
- Одна из сюжетных линий романа Дэвида Митчелла «Облачный атлас» содержит подробное изложение истории народа мориори. Один из персонажей этого романа, Атуа, является мориори.

- Завоевание мориори народом маори освещается в научно-популярной книге Джареда Даймонда «Ружья, микробы и сталь» в качестве иллюстрации того, как по-разному развиваются цивилизации в зависимости от географии их места жительства и доступных природных ресурсов.